# Strzemień
Strzemień (ukr. Стремінь) – wieś na Ukrainie w rejonie szeptyckim obwodu lwowskiego. 
Do 2024 w rejonie czerwonogrodzkim
W II Rzeczypospolitej wieś w powiecie żółkiewskim województwa lwowskiego.
W latach 1939–1946 nacjonaliści ukraińscy z OUN-UPA zamordowali tutaj 43 Polaków, w tym sołtysa Józefa Kisielewicza.